# پرویز شهدی
پرویز شهدی مترجم ایرانی، متولد ۱۴ اسفند ۱۳۱۵ در مشهد.

پرویز شهدی تحصیلات ابتدایی و دبیرستان را در مشهد و تحصیلات دانشگاهی را در مقطع کارشناسی زبان و ادبیات فرانسه در دانشگاه تهران گذرانده و نیز دارای کارشناسی ارشد ادبیات تطبیقی از دانشگاه سوربن فرانسه می‌باشد. او پس از ۱۰ سال زندگی در فرانسه در سال ۶۳ به ایران بازگشت. وی پس از بازنشستگی از بانک ملی کار ترجمه را آغاز کرده است.
از پرویز شهدی بیش از ۹۰ اثر ترجمه و منتشر شده است.

## ترجمه‌ها[۲]
- م‍اج‍راه‍ای‌ ش‍گ‍ف‍ت‌ان‍گ‍ی‍ز، ادگ‍ار آل‍ن پ‍و، ب‍ا م‍ق‍دم‍ه‌ ش‍ارل‌ ب‍ودل‍ر، ت‍ه‍ران‌: پ‍ان‍وس‌‏‫، ۱۳۷۱، تجدید چاپ، تهران: فرهنگ جاوید، ۱۳۹۰ (ویراست دوم).
- م‍ه‍ت‍اب‌، پ‍ی‌ی‍ر لام‍ور، ت‍ه‍ران‌: م‍ع‍ی‍ن‌، ۱۳۷۱.
- ش‍ق‍ای‍ق‌ و ب‍رف‌، ه‍ان‍ری‌ ت‍روای‍ا، ت‍ه‍ران‌: م‍ع‍ی‍ن‌‏‫، ۱۳۷۳.
- ح‍ی‍وان‌ ان‍دی‍ش‍م‍ن‍د، روب‍ر م‍ول‌، ت‍ه‍ران‌: ت‍ه‍ران‌‏‫، ۱۳۷۴، تجدید چاپ با عنوان حیوان هوشمند، تهران: وال، ۱۴۰۲ (ویراست دوم).
- س‍دی‌ ب‍ر اق‍ی‍ان‍وس‌ آرام‌، م‍ارگ‍ری‍ت‌ دوراس‌، ت‍ه‍ران‌: ق‍ق‍ن‍وس‌، ۱۳۷۷.
- ف‍رات‍ر از آرزو، پ‍ی‌ی‍ر لام‍ور، ت‍ه‍ران‌: دن‍ی‍ای‌ ن‍و، ۱۳۷۷.
- سرگذشت آرتور گوردون پیم، ادگار آلن‌ پو، تهران: دشستان‏‫، ۱۳۷۸.‬
- ش‍ی‍دای‍ی‌ ل‍ول‌ و. اش‍ت‍ای‍ن‌، م‍ارگ‍ری‍ت‌ دوراس‌، ت‍ه‍ران‌: ق‍ق‍ن‍وس‌، ۱۳۷۸.
- ‏‫ش‍اع‍ر س‍رگ‍ردان‌، اف‌. و. ک‍ن‍ی‍ون‌‏‫، ت‍ه‍ران‌: م‍ع‍ی‍ن‌‏‫، ۱۳۷۸.
- دری‍ان‍ورد ج‍ب‍ل‌ال‍طارق‌، م‍ارگ‍ری‍ت‌ دوراس‌، ت‍ه‍ران‌: ق‍ق‍ن‍وس‌، ۱۳۷۹.
- پ‍اک‌ک‍ن‌ه‍ا، آل‍ن‌ رب‌گ‍ری‌ی‍ه‌، ت‍ه‍ران‌: دش‍ت‍س‍ت‍ان‌، ۱۳۷۹.
- س‍اع‍ت‌ ده‌ و ن‍ی‍م‌ ش‍ب‌ ت‍اب‍س‍ت‍ان‌، م‍ارگ‍ری‍ت‌ دوراس‌، ت‍ه‍ران‌: ق‍ق‍ن‍وس‌، ۱۳۸۰.
- س‍ال‌ گ‍ذش‍ت‍ه‌ در م‍اری‍ن‌ ب‍اد، آل‍ن‌ رب‌گ‍ری‌ی‍ه‌، ت‍ه‍ران‌: دش‍ت‍س‍ت‍ان‌، ۱۳۸۰.
- ج‍ن‌ ، آل‍ن‌ رب‌گ‍ری‌ی‍ه‌، ت‍ه‍ران‌: دش‍ت‍س‍ت‍ان‌، ۱۳۸۰.
- ف‍رح‌ دی‍ب‍ا از زب‍ان‌ خ‍ودش‌، س‍ی‍ل‍وی‍ا ب‍ادس‍ک‍و، ت‍ه‍ران‌: ص‍دای‌ م‍ع‍اص‍ر، ۱۳۸۰.
- دس‍ت‌ه‍ای‌ م‍ع‍ج‍زه‌گ‍ر، ف‍ران‍ک جی.‌ اس‍لات‍ر‏‫، ت‍ه‍ران‌: ص‍دای‌ م‍ع‍اص‍ر‏‫، ۱۳۸۱.‬
- طاق‌ ن‍ص‍رت‌، اری‍ش‌ م‍اری‍ا رم‍ارک‌، ت‍ه‍ران‌: دش‍ت‍س‍ت‍ان‌، ۱۳۸۱.
- ش‍وال‍ی‍ه‌ ن‍ام‍وج‍ود، ای‍ت‍ال‍و ک‍ال‍وی‍ن‍و، ت‍ه‍ران‌: چ‍ش‍م‍ه‌‏‫‏‏، ۱۳۸۱.
- س‍ف‍ر ب‍ه‌ دوزخ:‌ م‍ج‍م‍وع‍ه‌ داس‍ت‍ان‌، دی‍ن‍و ب‍وتزات‍ی‌، ت‍ه‍ران‌: دش‍ت‍س‍ت‍ان‌، ۱۳۸۲.
- م‍ان‍دارن‌ه‍ا، س‍ی‍م‍ون‌ دو ب‍ووار، ت‍ه‍ران‌: دن‍ی‍ای‌ ن‍و‏‫، ۱۳۸۲.
- وی‍ک‍ن‍ت‌ دون‍ی‍م‌ش‍ده‌، ای‍ت‍ال‍و ک‍ال‍وی‍ن‍و، ت‍ه‍ران‌: چ‍ش‍م‍ه‌‏‫، ۱۳۸۲.‬‏‬
- دی‍وان‍ه‌ب‍ازی‌، ک‍ری‍س‍ت‍ی‍ن‌ ب‍وب‍ن‌‏‫، ت‍ه‍ران‌: چ‍ش‍م‍ه‌‏‫، ۱۳۸۳.‮‬
- خ‍ان‍ه‌ی‌ ره‍اش‍ده‌، ژاک‌ ت‍ورن‍ی‍ه‌، ت‍ه‍ران‌: ورج‍اون‍د‏‫، ۱۳۸۳.‬
- اس‍ت‍راح‍ت‌ ج‍ن‍گ‍ج‍و، ک‍ری‍س‍ت‍ی‍ن‌ روش‍ف‍ور، ت‍ه‍ران‌: م‍ع‍ی‍ن‌، ۱۳۸۳.
- ام‍ی‍ل‍ی‌ و پ‍ن‍ه‌ل‍وپ‍ه‌ (ان‍زج‍ار)، آل‍ب‍رت‍و م‍وراوی‍ا، ت‍ه‍ران‌: دش‍ت‍س‍ت‍ان‌‏‫‏‏، ۱۳۸۳.
- ش‍رق‌ ب‍ه‍ش‍ت‌، ج‍ان‌ اس‍ت‍ای‍ن‌‌ب‍ک‌، ت‍ه‍ران‌: گ‍ه‍ب‍د‏‫، ۱۳۸۴.‬‬‬
- ش‍ب‌ه‍ای‌ سپید، روزه‍ای‌ خ‍اک‍س‍ت‍ری‌، ه‍ان‍ری‌ ت‍روای‍ا، ت‍ه‍ران‌: ص‍ب‍ح‍دم‌، ۱۳۸۴.
- خ‍ان‍واده‌ اگ‍ل‍وت‍ی‌ی‍ر، ه‍ان‍ری‌ ت‍روای‍ا، ت‍ه‍ران‌: ص‍دای‌ م‍ع‍اص‍ر، ۱۳۸۴.
- آخ‍ری‍ن‌ ف‍رد خ‍ان‍وادۀ‌ م‍وت‍س‍ارت‌، ژاک‌ ت‍ورن‍ی‍ه‌، ت‍ه‍ران‌: دن‍ی‍ای‌ ن‍و، ۱۳۸۴.
- ک‍رک‍ره‌ه‍ای‌ س‍ب‍ز پ‍ر‌رن‍گ‌، ژاک‌ ت‍ورن‍ی‍ه‌، ت‍ه‍ران‌: دن‍ی‍ای ن‍و، ۱۳۸۴.
- ژان‌ دول‍وی‍ن‌، ژاک‌ ت‍ورن‍ی‍ه‌، ت‍ه‍ران‌: چ‍ش‍م‍ه‌‏‫‏‏‏، ۱۳۸۴.
- س‍اع‍ت‌ گ‍رگ‌وم‍ی‍ش‌، ژی‍ل‍ب‍ر س‍سب‍رون‌، ت‍ه‍ران‌: ص‍دای‌ م‍ع‍اص‍ر، ۱۳۸۴.
- ب‍ل‌ آم‍ی‌، گ‍ی‌ دو م‍وپ‍اس‍ان‌، ت‍ه‍ران‌: م‍ج‍ی‍د، ۱۳۸۴.
- راز بزرگ، رنه بارژ‌اول، تهران: دنیای نو‏‫، ۱۳۸۷.‬
- دزی‍ره‌، آن‌‌م‍اری‌ س‍ل‍ی‍ن‍ک‍و، ‏‫ت‍ه‍ران‌‏‫: مجید‬‏‫: صدای معاصر‬، ۱۳۸۷‬.‬
- ف‍رازون‍ش‍ی‍ب‌ زن‍دگ‍ی‌ ب‍دک‍اران‌، اونوره دو ب‍ال‍زاک‌، ت‍ه‍ران‌: ق‍ق‍ن‍وس‌‏‫، ۱۳۸۸.‬‬
- برادران کارامازوف، فیودور داستایفسکی، ‏‫‏تهران: مجید‏‫، ‏‫‏‏۱۳۸۸‬.
- ‏‫خانواده‌ی نفرین‌شدۀ کندی‬‏‫، مارک دوگن‬‏‫‬‏‫، ‏‫تهران‬‏‫: چشمه‬‏‫، ۱۳۸۸.‬
- جولیا، مارک دوگن، تهران: چشمه، ‏‫‏‏۱۳۸۸.
- برای رمانی نو، آلن رب‌گری‌یه، تهران: بافکر‏‫، ۱۳۸۸.‬
- ایزابل بروژ، کریستین بوبن، تهران: چشمه‏‫، ۱۳۸۹.‭‬
- استالینگراد: آغاز پایان، آنتونی بیور، تهران: نسل آفتاب‏‫، ۱۳۸۹.‬
- سقوط برلن، نویسنده آنتونی بیور، تهران: نسل آفتاب‏‫، ۱۳۸۹.‬
- ماه دل‌انگیز مه، جیمز جونز، تهران: نیکا، ‏‫‏‏۱۳۸۹.
- اتاق افسران، مارک دوگن، تهران: چشمه‏‫‏، ‏‫‏‏۱۳۸۹.‬
- ربه‌کا، دافنه دو‌موریه، تهران: صدای معاصر‏‫، ‏‫‏‏۱۳۸۹.‬
- تعیین موقعیت شهری خیالی، آلن رب‌گری‌یه، تهران: نقد افکار‏‫، ۱۳۹۰.‬‬
- نوۀ آقای لین، فیلیپ کلودل، تهران: بنگاه ترجمه و نشر کتاب پارسه، ‏‫‏۱۳۹۰.
- جان‌های افسرده، فیلیپ کلودل، تهران: بنگاه ترجمه و نشر کتاب پارسه، ‏‫۱۳۹۰.‬
- یک نوع دوستی، هانری تروایا، تهران: مجید‏‫، ۱۳۹۱.‬
- طرحی برای انقلاب در نیویورک، آلن رب‌گری‌یه، تهران: نقد افکار‏‫، ۱۳۹۱.‭‬‬‬‬
- خاطرات خانۀ مردگان، فیودور داستایفسکی، تهران: مجید: به‌سخن‏‫، ۱۳۹۲.‮
- شب ظلمانی فراموش‌شدگان، ماری دیدیه، تهران: بنگاه ترجمه و نشر کتاب پارسه‏‫، ۱۳۹۲.‬
- در غرب خبری نیست، اریش ماریا رمارک، تهران: صدای معاصر‏‫، ۱۳۹۲.‬
- پرواز شبانه و نامه به یک گروگان، آنتوان دو سنت‌اگزوپری، تهران: مجید: به‌سخن‏‫، ۱۳۹۲.‬
- پیک جنوب، آنتوان دو سنت‌اگزوپری، تهران: مجید: به‌سخن‏‫، ۱۳۹۲.‬
- زمین آدم‌ها، آنتوان دو سنت‌اگزوپری، تهران: مجید: به‌سخن‏‫، ‏‫۱۳۹۲.‬‬
- ژرژ روئلینگر، پاسکال کینیار، تهران: نگاه ترجمه و نشر کتاب پارسه‏‫، ‏‫‏۱۳۹۲.‬
- خورشید خانواده اسکورتا، لوران گوده، تهران: بنگاه ترجمه و نشر کتاب پارسه‏‫، ۱۳۹۲.‬
- جنایت و مکافات، فیودور داستایفسکی، تهران: بنگاه ترجمه و نشر کتاب پارسه ، ‏‫۱۳۹۳.
- خاطرات مثلث طلایی، آلن رب‌گر‌ی‌یه، تهران: نقد افکار‏‫، ۱۳۹۳.‬
- وعده‌گاه، آلن رب‌گری‌یه، تهران: نقد افکار‏‫، ‏‫۱۳۹۳.‬‬
- خلبان جنگ، آنتوان دو سنت‌اگزوپری، تهران: به‌سخن‏‫، ۱۳۹۳.‬‬
- شازده کوچولو، آنتوان دو سنت‌اگزوپری، تهران: به‌سخن، ‏‫‬‏۱۳۹۳.
- د‍‍ژ، آنتوان دو سنت‌اگزوپری، تهران: به‌سخن‏‫، ۱۳۹۳.‭‬‬
- طاعون‏‫، آلبر کامو، تهران: مجید: به‌سخن‏‫، ۱۳۹۳.
- توفان، ج‍وزف‌ ک‍ن‍راد، تهران: مجید: به‌سخن، ‏‫۱۳۹۳.‬
- عنکبوت، هانری تروایا، تهران: بنگاه ترجمه و نشر کتاب پارسه، ‏‫۱۳۹۴.‬
- پرل هاربر، جان ویلارد تولند، تهران: نسل آفتاب‏‫، ۱۳۹۴.‬
- تحقیر و توهین‌شده‌ها، فیودور داستایفسکی، تهران: به‌سخن: مجید، ‏‫۱۳۹۴.‬
- مردمان فرودست، فیودور داستایفسکی، تهران: به‌سخن:‌ مجید‏‫، ‏‫۱۳۹۴.‬‬
- یادداشت‌های زیر‌زمین و شب‌های روشن، فیودور داستایفسکی، تهران: مجید:‌ به‌سخن‏‫‬‬، ۱۳۹۴.
- بارون درخت‌نشین، ایتالو کالوینو، تهران: چشمه‏‫، ‏‫‏۱۳۹۴.‬‬‮‬
- بیگانه، آلبر کامو‏‫، تهران: ‏‫مجید‏‫، ۱۳۹۴.‬
- مرگ شهریار سنگور، لوران گوده، تهران: بنگاه ترجمه و نشر کتاب پارسه، ‏‫‏۱۳۹۴.
- مرشد و مارگریتا، میخائیل بولگاکف، تهران: به‌سخن: مجید، ‏‫‏‏‏‏۱۳۹۵.
- رستاخیز، لف تالستوی، تهران: به‌سخن: مجید‏‫، ‏‫۱۳۹۵.‬‬
- باغ آلبالو، آنتون چخوف، تهران: بنگاه ترجمه و نشر کتاب پارسه، ۱۳۹۵.
- وحشی، آنتوان چخوف، تهران: بنگاه ترجمه و نشر کتاب پارسه‏‫، ‏‫۱۳۹۵.‬‬
- مرغ دریایی، آنتون چخوف، تهران: بنگاه ترجمه و نشر کتاب پارسه، ‏‫‬‏۱۳۹۵.
- دایی وانیا، آنتون چخوف، تهران: بنگاه ترجمه و نشر کتاب پارسه‏‫، ۱۳۹۵.‭‬
- نفوس مرده، نیکلای گوگول، تهران: به‌سخن: مجید‏‫، ‏‫۱۳۹۵.‬‬
- به امید دیدار در آن دنیا، پی‌یر لومتر، تهران: به‌سخن: مجید، ۱۳۹۵.‬
- مبارزه با مرگ پیشۀ من است، فرانک اسلوتر، تهران: به‌سخن: مجید‏‫، ۱۳۹۶.‬
- ایوانف، آنتوان چخوف، تهران: بنگاه ترجمه و نشر کتاب پارسه‏‫، ‏‫۱۳۹۶.‬‬
- ‏‫سه خواهر‏‫، آنتون چخوف‏‫، تهران‏‫: بنگاه ترجمه و نشر کتاب پارسه‏‫، ۱۳۹۶.‬
- دور از دیار و قلمرو، آلبر کامو، تهران: به‌سخن: ‏‫مجید‏‫، ‏‫۱۳۹۶.‬‬
- مرگ شادمانه، آلبر کامو، تهران: به‌سخن: ‏‫مجید‏‫، ‏‫۱۳۹۶.‬‬
- دادگسترها، آلبر کامو، تهران: به‌سخن: مجید‏‫، ‏‫۱۳۹۶.‬‬
- حکومت نظامی، آلبر کامو، تهران: به‌سخن: مجید‏‫، ۱۳۹۶.‬
- کالیگولا، آلبر کامو، تهران: به‌سخن: مجید‏‫، ۱۳۹۶.‮‬‬
- سقوط، آلبر کامو، تهران: به‌سخن: ‏‫مجید‏‫، ‫۱۳۹۶.‬‬
- جویندۀ طلا، ژان‌ماری گوستاو لوکلزیو، تهران: چشمه، ‏‫۱۳۹۶.‬
- فانفارلو، شارل بودلر، تهران: فرهنگ جاوید‏‫، ‏‫۱۳۹۷.‬‬‬‬
- ابله، فیودور داستایفسکی، تهران: به‌سخن: ‏‫مجید‏‫، ۱۳۹۷.‬
- ییلاق انگلیسی، مارک دوگن، تهران: بنگاه ترجمه و نشر کتاب پارسه‏‫، ۱۳۹۷.‬
- از عشق با من حرف بزن، اریش ماریا رمارک، تهران: به‌سخن: ‏‫مجید‏‫، ‫۱۳۹۷.‬‬
- تاراس بولبا، نیکلاس گوگول، تهران: به‌سخن: مجید‏‫، ۱۳۹۷.
- ... یا به عزایم خواهی نشست، دومینیک لا‌ پی‌یر و لاری کالینز، تهران: به‌سخن: ‏‫مجید‏‫، ‏‫۱۳۹۷‬.‬
- نخستین مرد، آلبر کامو، تهران: به‌سخن: مجید‏‫، ‏‫۱۳۹۸.‬‬
- دفترچه‌ها، آلبر کامو، تهران‏‫: به‌سخن‬‏‫: ‏‫مجید‬‏‫، ‏‫۱۳۹۸.‬‬
- ناقوس عزا در سوگ که می‌زند، ارنست همینگوی، تهران: افکار جدید‏‫، ۱۳۹۸.‭‬
- پانزده ساله‌ام و نمی‌خواهم بمیرم، کریستین آرنوتی، تهران: به‌سخن:‌ ‏‫مجید‏‫، ۱۳۹۹.‮‬‬
- ماجرای شگفت‌انگیز توتان‌خامون، کریستین ژاک، تهران: به‌سخن: ‏‫مجید‏‫، ‏‫۱۳۹۹.‬‬‬‬
- سه روز و یک عمر، پی‌یر لومتر، تهران: به‌سخن: ‏‫مجید‏‫‬، ۱۳۹۹.‬
- ویکتور هوگو، آندره موروا، تهران: مجید: به‌سخن‏‫‬، ۱۳۹۹.
- بالزاک، آندره موروا، تهران: به‌سخن: ‏‫مجید‏‫، ۱۳۹۹.‬
- قمارباز، فیودور داستایفسکی، تهران: به‌سخن‏‫، ‏‫۱۴۰۰.‬‬
- واژه‌ها، ژان‌پل سارتر، تهران: به‌سخن‏‫، ۱۴۰۰.
- سوءتفاهم، آلبر کامو، تهران: به‌سخن‏‫، ۱۴۰۰.‬
- آری‌یتا: در دوراهی عشق و سرنوشت، جان کنیتل، تهران: به‌سخن‏‫، ۱۴۰۰.‬